# جيسون كاسترو
جيسون كاسترو (بالتاغالوغية: Jayson Castro)‏ مواليد 30 يونيو 1986 في بامبانغا، الفلبين، هو لاعب كرة سلة فلبيني. بدأ مسيرته الاحترافية في سنة 2008. يلعب مع فريق تي إن تي كاتروبا في الرابطة الفلبينية لكرة السلة كلاعب هجوم خلفي. يحمل الرقم 17. يبلغ طوله 5 قدم 10 بوصة (1.8 م). مثّل منتخب بلاده. حقق المركز الثاني في بطولة أمم آسيا لكرة السلة 2013.

## روابط خارجية
- جيسون كاسترو على موقع الاتحاد الدولي لكرة السلة (الإنجليزية)
- جيسون كاسترو على موقع كرة السلة الأوروبية.كوم (الإنجليزية)
- جيسون كاسترو على موقع ريلجم (الإنجليزية)
- جيسون كاسترو على موقع بروبوليرز (الإنجليزية)
- جيسون كاسترو على موقع سبورتس رفرنس (الإنجليزية)